# Германит
Германитът е рядък минерал, химично съединение на медта, желязото и германия със сяра, описващ се с формулата Cu26Fe4Ge4S32. За първи път е открит през 1922 година и поради съдържанието на елемента германий, носи името германит . Въпреки това, германитът не е основен минерал за добиването на иначе скъпия полупроводников елемент германий. Данните показват, че голям дял в промишления добив на германий заема страничен процес, на основата на пречистването на цинково-сулфидния минерал сфалерит . Германитът може да съдържа примеси от галий, цинк, молибден, арсен и ванадий .
Гарманитът е типизиран като минерал, въз основа на находищата в мината Тсунеб в Намибия, където се среща като многометална руда в доломитни скали, често в асоциации с рениерит, пирит, тенантит, енаргит, галенит, сфалерит, дигенит, борнит и халкопирит .
Находища на минерала германит са открити и в Аржентина, Армения, България, Гърция, Демократична република Конго (бивш Заир), Куба, Република Конго (бивш Бразавил), Русия, Съединените американски щати, Финландия, Франция и Япония .